# Пітер Лемон
Пі́тер Ле́мон (англ. Peter C. Lemon; нар. 5 червня 1950, Торонто) — американський військовослужбовець канадського походження, сержант армії США, кавалер найвищої військової нагороди Сполучених Штатів за доблесть — Медалі Пошани. Він отримав нагороду за свої дії 1 квітня 1970 року, коли служив у провінції Тейнінь під час війни у В'єтнамі. Лемон — єдиний громадянин Сполучених Штатів, уродженець Канади, який був нагороджений медаллю Пошани за участь у війні у В'єтнамі. Він є восьмим наймолодшим кавалером медалі Пошани в історії.

## Біографія
Пітер Лемон народився в Торонто, Канада, 5 червня 1950 року. У 1968 році він закінчив середню школу Тавас-Сіті у штаті Мічиган. Розглядаючи війну у В'єтнамі як необхідність для зупинки поширення комунізму, він добровільно вступив до армії США. Брав участь у бойових діях у В'єтнамі. Після служби в армії він вступив до університету штату Колорадо, який закінчив у 1979 році за спеціальністю «мовлення». Через два роки він здобув ступінь магістра наук з ділового адміністрування в Університеті Північного Колорадо, а в 1998 році його проголосили «гуманітарним випускником року» університету.